# Juillé (Sarthe)
Juillé és un municipi francès situat al departament del Sarthe i a la regió de País del Loira. L'any 2007 tenia 448 habitants.

## Demografia

### Població
El 2007 la població de fet de Juillé era de 448 persones. Hi havia 180 famílies de les quals 40 eren unipersonals (16 homes vivint sols i 24 dones vivint soles), 72 parelles sense fills, 56 parelles amb fills i 12 famílies monoparentals amb fills.
La població ha evolucionat segons el següent gràfic:
Habitants censats

### Habitatges
El 2007 hi havia 214 habitatges, 179 eren l'habitatge principal de la família, 27 eren segones residències i 8 estaven desocupats. 211 eren cases i 3 eren apartaments. Dels 179 habitatges principals, 154 estaven ocupats pels seus propietaris, 23 estaven llogats i ocupats pels llogaters i 2 estaven cedits a títol gratuït; 2 tenien una cambra, 8 en tenien dues, 29 en tenien tres, 56 en tenien quatre i 84 en tenien cinc o més. 151 habitatges disposaven pel capbaix d'una plaça de pàrquing. A 82 habitatges hi havia un automòbil i a 82 n'hi havia dos o més.

### Piràmide de població
La piràmide de població per edats i sexe el 2009 era:
| Homes | Edats   | Dones |
| ----- | ------- | ----- |
| 0     | 95 o +  | 0     |
| 0     | 90 a 94 | 0     |
| 0     | 85 a 89 | 0     |
| 0     | 80 a 84 | 4     |
| 4     | 75 a 79 | 16    |
| 16    | 70 a 74 | 20    |
| 16    | 65 a 69 | 16    |
| 4     | 60 a 64 | 16    |
| 8     | 55 a 59 | 4     |
| 8     | 50 a 54 | 8     |
| 24    | 45 a 49 | 8     |
| 28    | 40 a 44 | 32    |
| 16    | 35 a 39 | 28    |
| 16    | 30 a 34 | 16    |
| 0     | 25 a 29 | 0     |
| 24    | 20 a 24 | 20    |
| 36    | 15 a 19 | 12    |
| 16    | 10 a 14 | 16    |
| 32    | 5 a 9   | 12    |
| 16    | 0 a 4   | 4     |

## Economia
El 2007 la població en edat de treballar era de 273 persones, 201 eren actives i 72 eren inactives. De les 201 persones actives 182 estaven ocupades (100 homes i 82 dones) i 19 estaven aturades (9 homes i 10 dones). De les 72 persones inactives 24 estaven jubilades, 28 estaven estudiant i 20 estaven classificades com a «altres inactius».

### Ingressos
El 2009 a Juillé hi havia 186 unitats fiscals que integraven 465 persones, la mediana anual d'ingressos fiscals per persona era de 17.134 €.

### Activitats econòmiques
Dels 11 establiments que hi havia el 2007, 1 era d'una empresa de fabricació de material elèctric, 1 d'una empresa de fabricació d'altres productes industrials, 2 d'empreses de construcció, 5 d'empreses de comerç i reparació d'automòbils, 1 d'una empresa d'informació i comunicació i 1 d'una empresa immobiliària.
Dels 4 establiments de servei als particulars que hi havia el 2009, 2 eren tallers de reparació d'automòbils i de material agrícola, 1 fusteria i 1 agència immobiliària.
L'any 2000 a Juillé hi havia 7 explotacions agrícoles que ocupaven un total de 291 hectàrees.

## Poblacions més properes
El següent diagrama mostra les poblacions més properes.